# Landgoed Stoutenburg
Het Landgoed Stoutenburg is een landgoed en (voormalig) kasteel te Stoutenburg, gemeente Leusden, in de Nederlandse provincie Utrecht.

## Geschiedenis
In 1259 bouwde Walter van Amersfoort een kasteel, dat in de 16e eeuw gesloopt werd. In de 17e eeuw liet de familie van Beye op de plaats van het oude kasteel een nieuw landhuis bouwen.
In 1833 werd het goed eigendom van de familie Luden. Johannes Luden liet tussen 1862 en 1864 een neogotisch "paleis" bouwen, dat zijn dochter al na enkele jaren weer sloopte. Zij liet op een andere plaats op het landgoed een nieuw landhuis bouwen, dat nog steeds bestaat.
Na de oorlog werd het een ontmoetingscentrum van de franciscanen. Sinds 1991 was er een milieuproject van de franciscanen in gevestigd, in 2017 kwam hieraan een einde.

### Kasteel Stoutenburg
Op 12 juni 1259, de dag dat Amersfoort stadsrechten kreeg van bisschop Hendrik I van Vianden, vestigde Walter (of Wouter), de heer van Amersfoort en schout van Eemland, zich op Stoutenburg. Mogelijk uitgaand van een oudere woontoren uit de 11e eeuw bouwde Walter een versterkt huis, in welk de bisschop voortaan het recht zou hebben krijgsknechten te legeren. Het huis werd aangeduid met de naam Stuthenborch of Stoutenborch, "trotse burcht".
Walters zoon Everardus erfde het familiegoed in Stoutenburg, en diens zoon, eveneens Everhard geheten, verkocht op 3 juni 1315 de helft van zijn rechten op de bisschoppelijke lenen rond Stoutenburg. Toen zijn vader een jaar later overleed zag hij, tegen betaling van een schadeloosstelling, ook van de andere helft van zijn rechten op de Stoutenburgse lenen af.
Vanaf dat moment was bisschop Gwijde van Avesnes heer van Stoutenburg. Hij liet het kasteel in 1317 verbouwen en bestemde het tot ambtswoning voor de schout van Eemland. Gedurende enige tijd fungeerde Stoutenburg als belangrijk bestuurscentrum, maar al spoedig gaven de opeenvolgende bisschoppen het kasteel vanwege geldgebrek in pand uit. In de tweede helft van de 14e eeuw nam het belang van het kasteel nog meer af.
Vanaf 1457 werd het kasteel tot pachtgoed gedegradeerd en had het zijn militaire betekenis nagenoeg verloren. Aan het eind van de 15e eeuw werd het geplunderd en in brand gestoken door Gelderse soldaten.
Na 1528, toen de bisschop de wereldlijke macht van het Sticht Utrecht overdroeg aan keizer Karel V, kwam Stoutenburg onder beheer van de rentmeester-generaal der Domeinen. In 1540 werd besloten het kasteel af te breken. In de daaropvolgende jaren werden de stenen afgevoerd naar de stad Utrecht, waar ze gebruikt werden voor de bouw van kasteel Vredenburg.
In 1594 kocht Johan van Oldenbarnevelt de heerlijkheid Stoutenburg. Toen hij in 1619 werd onthoofd, werd Stoutenburg verbeurd verklaard. Ter nagedachtenis van Oldenbarnevelt werden in het oostelijk deel van het landgoed twee zomereiken geplant, Adam en Eva, die er nog steeds staan.

### Stoutenburg II
In 1637 werd de heerlijkheid gekocht door de familie van Beye. Deze bouwde in de loop van de 17e eeuw een landhuis op de plaats van het oude kasteel. Dit huis lag op een omgrachte heuvel. Voor het huis lag een plein met aan weerszijden bijgebouwen. Het geheel werd omsloten door een ovale buitengracht. De toegang tot het kasteel was via de Stoutenburgerlaan. Er liepen nog verschillende andere lanen. Het huis werd in de loop van de tijd nog vergroot.
In 1754 werd Jan François van Lielaar ermee beleend. In 1793 werd Stoutenburg eigendom van Petrus Leonardus Heilman.

### Stoutenburg III
In 1833 werd de Amsterdamse bankier Anthony Luden eigenaar van Stoutenburg. Zijn zoon Johannes liet tussen 1862 en 1864 naar ontwerp van architect Herman Jan van den Brink op de plaats van de voorburcht een geheel nieuw, neogotisch huis bouwen, met paleis-achtige allure.
In de tijd van Johannes Luden besloeg het landgoed 750 ha. Hij liet de tuin opnieuw inrichten in Engelse landschapsstijl. Een grote vijver met beplanting eromheen herinnert nog aan deze tijd en wordt "Het Engelse Werk" genoemd. Er staan verschillende fraaie bomen en een 20e-eeuwse villa.
In 1874 overleed Johannes Luden. Zijn echtgenote, mevrouw Luden-Doeff werd eigenaar van het landgoed, maar haar dochter Maria Suzanna regelde haar zaken. Al heel snel liet ze het pasgebouwde huis weer met de grond gelijk maken.

### Stoutenburg IV
In 1888 bouwde Maria Suzanna Luden 1000 meter zuidelijker aan de andere kant van de Barneveldse Beek een nieuw landhuis, dat nog steeds bestaat. Maria Suzanna en haar man, professor Jean Henri Soulier, lid van de Italiaanse kamer van afgevaardigden, gebruikten het huis als zomerverblijf. 's Winters woonden ze in Italië. Toen Mevrouw Luden-Doeff in 1917 overleed liet ze haar hele bezit na aan Maria Suzanna.
In de periode daarna werd het landgoed geheel versnipperd. Grote delen van het park, zoals de gehele overtuin, werden landbouwgrond. Op het noordoostelijke, oude kasteelterrein werd een moderne villa gebouwd.

#### Franciscanen
In 1948 kochten de franciscanen het in de oorlog ernstig beschadigde 19e-eeuwse huis. Het landgoed was toen nog maar 12 ha. groot. Het huis werd hersteld en kreeg een extra verdieping. Het ging dienstdoen als ontmoetingsruimte voor de orde. In 1956 werd de Stoutenburgerlaan verlegd, zodanig dat deze thans over het oude kasteelterrein loopt.
Sinds 1 januari 1991 was op Stoutenburg het Franciscaans Milieuproject actief. Doel van het project was het verbeteren van de relatie tussen mens en natuur. Het uitgangspunt daarbij was religieus, vanuit het ervaren van de wezenlijke verbondenheid van al het geschapene. De spiritualiteit van Franciscus en Clara van Assisi vormden een belangrijke bron van inspiratie.
Het nieuwe huis Stoutenburg werd bewoond door een communiteit, een oecumenisch samengestelde woonwerkgemeenschap. De communiteit leefde in een religieus dagritme, waarin naast tijd voor werk, ook tijd was voor rust en inkeer en voor gemeenschappelijke activiteiten. De kern van de groep bestond uit vijf volwassenen, maar er woonden ook vluchtelingen, sabbatsgasten en andere huisgenoten. De communiteit bestond uit mannen en vrouwen, jongeren en ouderen. Per jaar leefden zo'n honderd vrijwilligers voor korte of langere tijd mee met de gemeenschap.
De communiteit voerde een milieuvriendelijk huishouden, kweekte groente en fruit in een ecologische moestuin en beheerde het bos rondom het huis op ecologische wijze. Het project had bestuurlijk de vorm van een stichting. Voor haar werkzaamheden was deze stichting afhankelijk van giften en donaties. Daarnaast werd een deel van het huis geëxploiteerd als kleinschalig en milieuvriendelijk conferentiecentrum.
Op 1 oktober 2017 verlieten de laatste bewoners van het milieuproject Stoutenburg na onenigheid over de huurprijs. Het huis werd eigendom van de zorgaanbieder Wonen bij September. Deze maakte in juli 2019 bekend dat er een zogeheten woonhuis voor ouderen met dementie  met 24 appartementen in zal komen.

#### Vereniging Natuurmonumenten
In 1997 werd de Vereniging tot Behoud van Natuurmonumenten in Nederland eigenaar.

#### Utrechts Landschap
Sinds 2000 heeft de Stichting Het Utrechts Landschap het landgoed in eigendom. De stichting heeft het landgoed vergroot door verdere aankopen, om zo meer waardevol natuurgebied veilig te stellen.

## Na 2000
Landgoed Stoutenburg wordt door Utrechts Landschap gezien als een centrum voor natuurontwikkeling, versterking van natuurwaarden en herstel van cultuurhistorische kwaliteit in dit deel van de Gelderse Vallei. Het bos rond het nieuwe huis Stoutenburg is grotendeels loofbos, met een ondergroei van stinsenplanten en een rijke vogelbevolking. In 2000 heeft Utrechts Landschap "Stoutenburg" kunnen uitbreiden met de Juliusput. Dit is een plas die enkele kilometers noordoostelijk van Stoutenburg ligt die is ontstaan ten gevolge van de zandwinning voor de aanleg van de A1. In 2005 heeft Het Utrechts Landschap de hoeve "Groot Stoutenburg" gekocht, die grenst aan het terrein van het oude kasteel. In 2006 vond de opening plaats van een bezoekerscentrum in het koetshuis bij het nieuwe huis Stoutenburg.
In 2004 stelde Utrechts Landschap een inrichtingsvisie voor Stoutenburg op, gebaseerd op een historische en landschappelijke analyse. Daarin werden vier deelgebieden onderscheiden, elk met een eigen karakter: Groot Stoutenburg (het terrein van en rondom het oude kasteel), Klein Stoutenburg (het terrein rondom het nieuwe kasteel), de omgeving van de Barneveldse Beek en de Juliusput en het aangrenzende Zwarte Goor.
In het Beheerplan Stoutenburg en Bloeidaal 2010-2020 werd door Utrechts Landschap nader vastgelegd hoe de verschillende delen van het gebied dat eigendom is van de stichting zouden worden ingericht en beheerd.

Daarbij werd voor Groot Stoutenburg als doelstellingen geformuleerd: het tot stand brengen van 
- een open landschapspark met markante vrijstaande monumentale bomen en boomgroepen, een rijke stinzenbegroeiing en een bloemrijk grasland;
- een monumentaal, gemengd loofbos
- elzenbroekbossen.

Voor Klein Stoutenburg werd als doel gekozen:
- een monumentaal gemengd bos met rijke ondergroei

Voor de graslanden aan weerszijden van de Barneveldse beek was het doel:
- vochtig tot nat bloemrijk grasland, dotterbloemhooiland en lokaal schraallandvegetatie onder invloed van kwel
- soortenrijke houtwallen, lanen en singels
- een grote populatie amfibieën en terugkeer van de ringslang

Voor de Juliusput en het aangrenzende Zwarte Goor werd gestreefd naar
- een gradiënt van schraallandvegetaties en natte heidevegetaties[6]

In het beheerplan werd een ruime plaats toegekend aan het in 2007 verworven Bloeidaal, dat in het westen aan Stoutenburg grenst.
Kasteel Ter Aa (Breukelen) ·
Aastein ·
Slot Abcoude ·
Amaliastein ·
Nieuw-Amelisweerd ·
Oud-Amelisweerd ·
Kasteel Amerongen ·
Kasteel Batestein (Harmelen) ·
Kasteel Batestein (Vianen) · 
De Beest ·
Bergestein ·
Beverweerd ·
Blasenburg ·
Blikkenburg ·
Blommesteyn ·
Bolenstein ·
Bolsweerd ·
Bottestein ·
Kasteel Broekhuizen ·
Bruinenburg ·
Huis Cammingha ·
Clarenborg ·
Coelhorst ·
De Batau ·
Dompselaer ·
Huis Doorn ·
Drakenburg (kasteel) ·
Drakensteyn ·
Kasteel Duurstede ·
Huis Ter Eem ·
Eijkelenburg ·
Emmickhuizen ·
Den Engh ·
Essenstein ·
Everstein (Everdingen) ·
Everstein (Jutphaas) ·
Den Eyck ·
Galesloot ·
Kasteel Geerestein ·
Gildenborgh ·
Kasteel Ten Goye ·
Grauwert ·
Grijpestein ·
Groenestein (Langbroek) ·
Kasteel Groeneveld (Baarn) ·
Groenewoude (Woudenberg) ·
Gunterstein ·
Kasteel de Haar ·
Kasteel Hagestein ·
Hamtoren ·
Kasteel Hardenbroek ·
Huis Harmelen ·
Ridderhofstad Heemstede ·
Kasteel Heemstede ·
Heimenberg ·
Heimerstein ·
Huis Herlaar ·
Ter Heul ·
Heulestein ·
Hindersteyn ·
Kasteel Ter Horst (Achterberg) ·
Isselt ·
Kasteel IJsselstein ·
Jagenstein ·
Kersbergen ·
Killestein ·
Kronenburg (kasteel) ·
Kasteel Levendaal ·
Lichtenberg (Woudenberg) ·
Lievendaal (Amerongen) ·
Landgoed Linschoten ·
Kasteel Linschoten ·
Lockhorst ·
Kasteel Loenersloot ·
Kasteel Lunenburg ·
Huis Maarsbergen ·
Marckenburg ·
Ter Meer ·
Ter Mey (Haarzuilens) ·
Huis te Mijdrecht ·
Huis te Mijnden ·
Kasteel Moersbergen ·
Kasteel Montfoort ·
Natewisch ·
Te Nesse ·
Kasteel Nijenrode ·
Nijenstein ·
Nijeveld ·
Noordwijk (Langbroek) ·
Huis te Oosterwijk ·
Oostwaard (Utrecht) ·
Op de Bol ·
Oud-Broekhuizen ·
Ridderhofstad Oudaan ·
Huis Oudegein ·
Oudenhorst ·
Plettenburg (kasteel) ·
Huis De Polle ·
Prattenburg ·
Kasteel Putkop ·
Randenbroek (park) ·
Remmerstein ·
Kasteel Renswoude ·
Rhijnauwen ·
Kasteel Rhijnestein ·
Huis Riebeek ·
Kasteel Rijnenburg ·
Rijnestein ·
Rijneveld ·
Kasteel Rijnhuizen ·
Rijningen ·
Huis Rijnsweerd ·
Rijpickerwaard · 
Kasteel Rijsenburg ·
De Roetert ·
Rumelaar ·
Kasteel Ruwiel ·
Royestein ·
Kasteel Sandenburg ·
Kasteel Schalkwijk ·
Kasteel Schonauwen ·
Schurenburg ·
Snaafburg ·
Snellenburg ·
Paleis Soestdijk ·
Steenhuis (Lopik) ·
Kasteel Sterkenburg ·
Stormerdijk ·
Landgoed Stoutenburg ·
Ten Massche ·
Valkenburg (Rhenen) ·
Huis te Velde ·
Kasteel Veldenstein ·
Hofstede te Vliet ·
Huis te Vleuten ·
Huis te Vliet (Lopik) ·
Huis te Vliet (Oudewater) ·
Vogelpoel ·
Huis te Voorn ·
Vredelant ·
Vronestein ·
Vuijlcop ·
Kasteel Walenburg ·
Wayenstein (Amerongen) ·
Kasteel Weerdenburg ·
Weerdesteyn ·
Weerestein ·
Hof ter Weyde ·
Wickenburgh ·
Wijnestein ·
Wiltenburg (Utrecht) ·
Kasteel van Woerden ·
Huis Woudenberg ·
Huis te Woudenberg (I) ·
Huis te Woudenberg (II) ·
Wulven ·
Kasteel Oud-Wulven ·
Wulvenhorst ·
Slot Zeist ·
Kasteel Zuilenburg ·
Zuileveld ·
Slot Zuylen ·
Huis Zuylenstein
Amerongse Bos
· Amerongse Bovenpolder
· Landgoed Beerschoten
· Beukenburg
· Biltse Duinen
· Birkhoven
· Blauwe Kamer
· Blikkenburg
· Bloeidaal
· Bornia
· Bosch en Duin
· Breeveen
· Broekerbos
· Buitenplaatsen Driebergseweg
· Dartheide
· Elster Buitenwaarden
· Grebbeberg
· Heidestein
· Hoge Ginkel
· Hooge Kampse Plas
· Hoog Moersbergen
· Houdringe
· Juliusput
· Kasteelbos Renswoude
· De Kievit
· Kooilust
· Kozakkenput
· De Krakeling
· Laarsenberg
· De Leyen
· Lockhorsterbos
· Lunenburgerwaard
· Maartensdijkse Bos
· Middelwaard
· Moersbergen
· Niënhof
· Noordhout
· Okkersbos
· Oostbroek
· Over-Holland
· Palmerswaard
· De Paltz
· Panbos
· Plantage Willem III
· Pleinesbos
· De Pol
· Ridderoordse Bos
· Sandenburg
· Sandwijck
· De Schammer
· Stameren
· Landgoed Stoutenburg
· Viaanse Bos
· Viaanse polders en uiterwaarden
· Vikinghof
· Park Vliegbasis Soesterberg
· Vijverbos
· Vijverhof
· Voordorpse polder
· Willem Arntszbos
· Witte Hull
· De Woerd
· Wulperhorst
· Zeisterbos